# Beacon College
Beacon College es una universidad privada en Leesburg, Florida. Fue fundado en 1989 y diseñado con un plan de estudios y servicios de apoyo para atender a estudiantes con dislexia, TDAH u otras discapacidades específicas de aprendizaje. 
Beacon College ofrece títulos de Asociado en Artes y Licenciatura en Artes. Está acreditado por la Asociación de Colegios y Escuelas del Sur y autorizado por el Departamento de Educación de Florida.

## Historia
Liderados por los defensores de las discapacidades de aprendizaje Marsha Glines, Patricia y Peter Latham, un grupo de padres incorporó Beacon College el 24 de mayo de 1989. En ese momento, el Departamento de Educación de Florida aprobó el plan de la universidad para introducir un plan de estudios universitario enfocado y alineado específicamente con el aprendizaje especializado y las necesidades de apoyo de los estudiantes que aprenden de manera diferente. Beacon otorga títulos de Asociado en Artes (AA) y Licenciatura en Artes (BA). 
En 2003, Beacon College obtuvo la acreditación completa de la Comisión de Universidades de la Asociación de Colegios y Escuelas del Sur (SACSCOC). 
En 2020, Beacon College se agregó a las clasificaciones regionales de US News and World Report. 

## Instalaciones
Beacon College es un campus urbano ubicado en el centro de Leesburg, Florida. El campus cubre 20 acres y consta de una serie de edificios históricos y nuevos desarrollos propios y arrendados.  Los edificios del campus incluyen cinco complejos residenciales, una biblioteca, un comedor, un centro de estudiantes, un gimnasio, una galería de arte y dos parques pequeños. 